# Phylidorea temelskin
Phylidorea temelskin är en tvåvingeart som beskrevs av Podenas och Gelhaus 2001. Phylidorea temelskin ingår i släktet Phylidorea och familjen småharkrankar.
Artens utbredningsområde är Mongoliet. Inga underarter finns listade i Catalogue of Life.